# Austrochthonius paraguayensis
Espèce
Austrochthonius paraguayensis est une espèce de pseudoscorpions de la famille des Chthoniidae.

## Distribution
Cette espèce est endémique du Paraguay.

## Étymologie
Son nom d'espèce, composé de paraguay et du suffixe latin -ensis, « qui vit dans, qui habite », lui a été donné en référence au lieu de sa découverte, le Paraguay.

## Publication originale
- Vitali-di Castri, 1975 : Nuevos Austrochthonius sudamericanos (Pseudoscorpionida, Chthoniidae). Physis, Buenos Aires, vol. 34, p. 117-127.